# Champion Sound
Champion Sound (с англ. — «Чемпионское звучание») — дебютный и единственный альбом хип-хоп-дуэта Jaylib, состоящего из J Dilla и Madlib. Альбом был выпущен 7 октября 2003 года на лейбле Stones Throw. Поскольку оба музыканта были и продюсерами, и рэперами, было решено записать половину альбома с Мэдлибом в качестве MC, читающего под инструменталы Диллы, а вторую половину — с Диллой в качестве MC с инструменталами Мэдлиба. Несмотря на то, что альбом был позитивно принят критиками, он стал коммерческим провалом.

## Предыстория
С 1996 года вокруг Джей Диллы сформировалось сообщество фанатов, распространявших его демозаписи. Услышав о нём, Madlib заинтересовался им: в интервью Los Angeles Times Madlib рассказал, что хотел бы поработать с двумя музыкантами — Диллой и MF Doom’ом. В 2000 году J Rocc, участник группы Beat Junkies, один из музыкантов лейбла Stones Throw и друг Мэдлиба, предоставил ему одну из демозаписей Диллы, имевшуюся у него. Madlib создал на её основе несколько треков. В 2001 году Дилла услышал альбом группы Madlib’а, Lootpack, после чего пригласил его поучаствовать в записи своего альбома.
В 2002 году основатель лейбла Stones Throw Peanut Butter Wolf работал над микстейпом-компиляцией, которую он собирался использовать в своих диджейских сетах. Он решил добавить в неё один из созданных ранее треков Мэдлиба с инструменталами Диллы, «The Message». Вместо имени музыканта он написал Jaylib (словослияние имён музыкантов Jay Dee и Madlib). При этом сам Дилла о выпуске микстейпа и использовании его музыки не был предупреждён. Всего было отпечатано несколько сотен white label-копий микстейпа (позже выпущенного под названием Stones Throw Summer 2002). J Dilla узнал об этом и позвонил Peanut Butter Wolf’у:

На самом деле, мы ничего не сказали Дилле, и поэтому позже он мне позвонил и говорит: «Эй, что это за бутлег?!». Я не был уверен, имел ли он в виду что-то вроде «я зол на тебя». И он говорит: «Эй, давайте сделаем что-нибудь подобное, но официально». Мы придумали, что на одной половине альбома Madlib будет читать рэп на биты Диллы, а на другой — Дилла будет читать на биты Madlib’а.
Оригинальный текст (англ.)We didn’t even tell Dilla, actually, when we did it, and Dilla called me up afterwards like, ‘Yo, what’s up with the bootleg, man?!’ And I wasn’t sure if he was like, ‘What’s up?’ like, ‘I’m pissed off at you.’ And he was like, ‘Yo, man, let’s do some shit like that but official.’ So we came up with the idea of Madlib rapping over Dilla beats for half the album and Dilla rapping over Madlib beats for the other.

Однако Джефф Джанк (англ. Jeff Jank), сооснователь, креативный директор и дизайнер лейбла заявляет, что разговор между ними был более напряжённым:

Когда Дилла узнал, он позвонил Wolf’у и всё ему высказал: «Так дела не делают! Если вы хотите что-то сделать, то делайте правильно». Именно в тот момент и родилась идея о создании альбома <…> Если б у Диллы не хватило смелости позвонить Wolf’у и высказать ему, не было бы и совместного альбома. Я всегда уважал его за это. Он был абсолютно прав. Это нас многому научило.
Оригинальный текст (англ.)So when Dilla heard about it he calls up Wolf and chews him out. ‘That ain’t how you do it, if you want to do something, do it the right way.’ The plan to do a Jaylib record was sparked right then and there … If Dilla didn’t have the balls to call Wolf and chew him out, there would have been no collab. I always had a lot of respect for Dilla from that, I mean, he was totally right. We all learned from it.

## Запись
Работа над Champion Sound велась удалённо: музыканты отправляли друг другу диски с инструменталами. Однако, по словам Иотэна «Egon» Алапатта (англ. Eothen Alapatt), работавшего в то время менеджером лейбла Stones Throw, отсылая друг другу музыку, они влияли на творчество друг друга, и в результате в альбоме они пришли к единому звучанию. Во время работы над альбомом Madlib работал над рядом других проектов, основным из которых стал альбом Madvillainy. Однако после того, как демозапись Madvillainy была украдена, он продолжил работу над Champion Sound.

## Релиз
Champion Sound был выпущен 7 октября 2003 года лейблом Stones Throw. Несмотря на то, что альбом получил положительные отзывы критиков, он стал коммерческим провалом. По словам Egon, «для компании вроде Stones Throw это стало практически катастрофой». Его также затмил другой альбом Мэдлиба — вышедший на несколько месяцев позже Madvillainy, записанный совместно с MF Doom в составе Madvillain. Об этом рассказывает Джефф Джанк:

Весь этот проект Jaylib был создан в то же время, что и Madvillain. Но вокруг Madvillain была шумиха, он должен был стать нашим первым крупным проектом. А Jaylib… Он был крутым проектом, но не более того. Люди знают о нём, любят его, но скорее на уровне андерграунда.
Оригинальный текст (англ.)This whole [Jaylib] thing was happening while Madvillain was being created. But for Madvillain there was a huge buzz, we were about to have our first hit. Jaylib was cool, but no hit … I mean, it got around, people know it and love it, but more on an underground level.

В поддержку альбомов Champion Sound и Madvillainy J Dilla, Madlib и MF Doom провели в 2004 году совместный концертный тур, с выступлениями в Лос-Анджелесе, Сан-Франциско, Нью-Йорке и Торонто.
В 2007 году Stones Throw перевыпустили Champion Sound в виде специального двухдискового deluxe-издания. На первом диске были сами композиции альбома, а на втором — различные ремиксы и инструменталы. В состав первого диска были внесены ряд изменений. Так с него была удалена композиция «Ice». В композиции «The Red», использовавшей незаконный сэмпл композиции «Shine On Straight Arrow» Криса Уильямсона, был изменён инструментал. Композиция «No Games», использовавшая семпл «Huit Octobre 1971» группы Cortex, также была изменена. Переиздание также получило изменённую обложку. Для новой обложки была использована фотография, сделанная незадолго до первого концерта группы, прошедшего в апреле 2004 года в лос-анджелесском Henry Fonda Theater.

## Критика
| Оценки критиков | Оценки критиков             |
| Источник        | Оценка                      |
| --------------- | --------------------------- |
| Allmusic        | [ 9 ]                       |
| The A.V. Club   | A                           |
| Exclaim!        | (положительная)             |
| HipHopDX        | [ 19 ]                      |
| Pitchfork       | 7.4/10 (2003) 7.5/10 (2007) |
| RapReviews.com  | 6.5/10                      |
| Stylus Magazine | A                           |

Champion Sound получил положительные оценки критиков. Allmusic поставил альбому оценку 4,5 из 5, назвав его «очень уникальным» и «сто́ящим». The A.V. Club поставил альбому оценку «A» (отлично), отметив: «став триумфом Мэдлиба в роли рэпера <…>, Champion Sound показал Джей Ди в качестве слабого рэпера, но отлично показал его за пультом». Exclaim! в своей рецензии на переиздание Champion Sound положительно оценил альбом, назвав его «обязательным к прослушиванию всем, кому важен реальный хип-хоп». HipHopDX поставил Champion Sound оценку 4 из 5, заявив: «Это действительно „Чемпионское звучание“. Два невероятно талантливых продюсера, с отличающимися друг от друга стилями, объединили их в одном котле чтобы получить нечто вкусное. Многие сомневались, что данная совместная работа будет звучать на виниле так же хорошо, как и на бумаге, но результат встречи этих двух умов превзошёл мои ожидания». Pitchfork поставил альбому 7,4 из 10, назвав его «однозначно лучшим хип-хоп-продакшном года», отметив, что если оценки выставлялись бы отдельно каждой композиции, то Madlib получил бы более высокие оценки, чем J Dilla. В 2007 году переизданию альбома Pitchfork поставил 7,5 из 10, заявив что альбом «изначально выглядел странно» и что несмотря на то, что альбом получил положительные отзывы критиков, его затмил выпущенный через несколько месяцев альбом Madvillainy. Сайт RapReviews.com поставил альбому оценку 6,5 из 10, отметив, что «Champion Sound — не альбом для тех, кто любит вслушиваться в тексты песен. Но он и не заставляет вас хотеть чтобы они выпустили инструментальную версию». Stylus Magazine поставил альбому оценку «A» (отлично), отметив, что «это продюсерский альбом, поэтому его лирическое содержание не отличается разнообразием».

### Награды
В 2015 году сайт HipHopDX поместил Champion Sound в список 30 лучших андерграунд-альбомов, выпущенных с 2000 года, заявив, что «рифмы и инструменталы [данного альбома], выдающиеся сами по себе, <…> переопределяют то, как мы смотрим на продакшн». В том же году журнал Fact поместил альбом в список 100 лучших инди-хип-хоп альбомов, отметив, что лучшие композиции альбома те, где Madlib продюсер, а J Dilla — рэпер.

## Список композиций
| №                   | Название                                   | Музыка              | Длительность |
| ------------------- | ------------------------------------------ | ------------------- | ------------ |
| 1.                  | «L.A. to Detroit»                          | J Dilla, Madlib     | 1:19         |
| 2.                  | «McNasty Filth» (совместно с Frank-N-Dank) | Madlib              | 2:55         |
| 3.                  | «Nowadayz»                                 | J Dilla             | 3:08         |
| 4.                  | «Champion Sound»                           | Madlib              | 2:23         |
| 5.                  | «The Red»                                  | J Dilla             | 3:14         |
| 6.                  | «Heavy»                                    | Madlib              | 3:46         |
| 7.                  | «Raw Shit» (совместно с Талибом Квели)     | J Dilla             | 3:08         |
| 8.                  | «The Official»                             | Madlib              | 3:31         |
| 9.                  | «The Heist»                                | J Dilla             | 3:05         |
| 10.                 | «The Mission»                              | Madlib              | 2:24         |
| 11.                 | «React» (совместно с Quasimoto)            | J Dilla             | 2:45         |
| 12.                 | «Strapped» (совместно с Guilty Simpson)    | Madlib              | 3:13         |
| 13.                 | «Strip Club» (совместно с Quasimoto)       | J Dilla             | 2:50         |
| 14.                 | «The Exclusive» (совместно с Percee P)     | J Dilla             | 1:23         |
| 15.                 | «Survival Test»                            | Madlib              | 3:55         |
| 16.                 | «Starz»                                    | J Dilla             | 3:03         |
| 17.                 | «No Games»                                 | Madlib              | 1:47         |
| 18.                 | «Raw Addict»                               | J Dilla             | 3:02         |
| 19.                 | «Ice»                                      | Madlib              | 1:17         |
| 20.                 | «Pillz»                                    | J Dilla             | 3:05         |
| Общая длительность: | Общая длительность:                        | Общая длительность: | 52:08        |

| №   | Название          | Музыка          | Длительность |
| --- | ----------------- | --------------- | ------------ |
| 1.  | «L.A. to Detroit» | J Dilla, Madlib | 1:20         |
| 2.  | «McNasty Filth»   | Madlib          | 2:55         |
| 3.  | «Nowadayz»        | J Dilla         | 3:08         |
| 4.  | «Champion Sound»  | Madlib          | 2:24         |
| 5.  | «The Red»         | J Dilla         | 3:22         |
| 6.  | «Heavy»           | Madlib          | 3:46         |
| 7.  | «Raw Shit»        | J Dilla         | 3:09         |
| 8.  | «The Official»    | Madlib          | 3:32         |
| 9.  | «The Heist»       | J Dilla         | 3:06         |
| 10. | «The Mission»     | Madlib          | 2:24         |
| 11. | «React»           | J Dilla         | 2:46         |
| 12. | «Strapped»        | Madlib          | 3:14         |
| 13. | «Strip Club»      | J Dilla         | 2:51         |
| 14. | «The Exclusive»   | J Dilla         | 1:24         |
| 15. | «Survival Test»   | Madlib          | 3:56         |
| 16. | «Starz»           | J Dilla         | 3:04         |
| 17. | «No Games»        | Madlib          | 2:32         |
| 18. | «Raw Addict»      | J Dilla         | 3:02         |
| 19. | «Pillz»           | J Dilla         | 3:05         |

| №   | Название                          | Музыка          | Длительность |
| --- | --------------------------------- | --------------- | ------------ |
| 1.  | «Da Rawkus (Sir Bang Version)»    | J Dilla, Madlib | 3:26         |
| 2.  | «The Official (Rap Circle Mix)»   | Madlib          | 3:00         |
| 3.  | «Heavy (Chronic Mix)»             | Madlib          | 3:13         |
| 4.  | «Optimos for Dilla (Interlude)»   | Jaylib          | 1:05         |
| 5.  | «Survival Test (Rasta Dub Remix)» | Madlib          | 3:27         |
| 6.  | «Champion Sound (Remix)»          | Madlib          | 3:29         |
| 7.  | «The Mission (Stringed Out Mix)»  | Madlib          | 3:39         |
| 8.  | «One for Dilla (Interlude)»       | Jaylib          | 1:20         |
| 9.  | «Strapped (Four-4 Mix)»           | Madlib          | 2:46         |
| 10. | «McNasty Filth (Instrumental)»    | Madlib          | 2:58         |
| 11. | «Nowadayz (Instrumental)»         | J Dilla         | 2:37         |
| 12. | «Champion Sound (Instrumental)»   | Madlib          | 2:26         |
| 13. | «The Red (Instrumental)»          | J Dilla         | 3:06         |
| 14. | «Heavy (Instrumental)»            | Madlib          | 3:16         |
| 15. | «Raw Shit (Instrumental)»         | J Dilla         | 3:12         |
| 16. | «The Official (Instrumental)»     | Madlib          | 3:07         |
| 17. | «The Heist (Instrumental)»        | J Dilla         | 2:52         |
| 18. | «The Mission (Instrumental)»      | Madlib          | 2:28         |
| 19. | «React (Instrumental)»            | J Dilla         | 2:48         |
| 20. | «Strapped (Instrumental)»         | Madlib          | 2:22         |
| 21. | «Strip Club (Instrumental)»       | J Dilla         | 2:55         |
| 22. | «The Exclusive (Instrumental)»    | J Dilla         | 1:32         |
| 23. | «Survival Test (Instrumental)»    | Madlib          | 3:20         |
| 24. | «Starz (Instrumental)»            | J Dilla         | 2:32         |